# Phaonia scotti
Phaonia scotti är en tvåvingeart som beskrevs av Fritz Isidore van Emden 1943. Phaonia scotti ingår i släktet Phaonia och familjen husflugor.
Artens utbredningsområde är Etiopien. Inga underarter finns listade i Catalogue of Life.